# 박노성

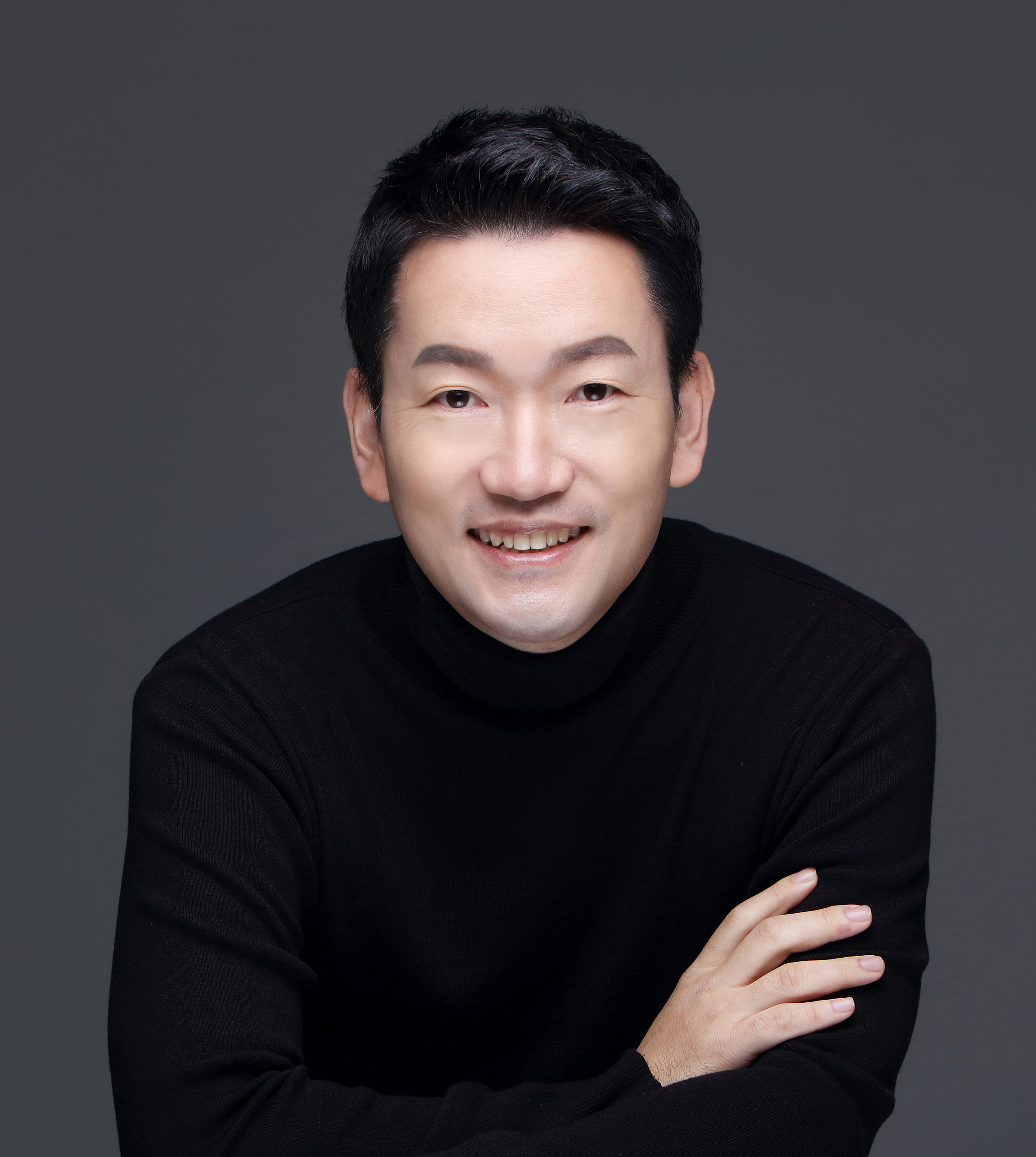

박노성은 신라대학교 광고홍보학과 겸임교수이자 셰익스컴퍼니 대표이다. 고려대학교 언론대학원 광고홍보학과를 졸업하고 롯데그룹의 광고대행사인 (주)대홍기획에서 ‘로레알 메이블린’, ‘롯데칠성 2% 부족할때’ 등 다양한 브랜드의 성공 캠페인을 이끌었다. 이후 독서교육 전문기업인 (주)한우리열린교육에서 홍보마케팅을 진두지휘하여 만년 2위의 중소 브랜드를 업계 1위로 키워놓았다. 대치동 강남직영지부를 비롯한 전국 한우리 지역센터를 총괄한 경험을 바탕으로 '브레인 독서법'을 창시했다.

### 저서
- 대치동 초등독서법 (창의융합형 인재를 위한 자기주도학습의 모든 것)
- 최강의 유튜브 (플랫폼을 넘어 크리에이터로 사는법)
- 대치동 독서법 (초중고로 이어지는 입시독서의 모든 것)
- 최강의 쇼핑몰 네이버 스마트스토어를 넘어 (접속의 시대, 검색에서 쇼핑까지 매출로 이끄는 쇼핑몰 성공 전략서)
- 브랜드미 : 나만의 정체성 만들기 프로젝트
- 나는 이기적으로 읽기로 했다 (대한민국 독서가들을 위한 개인맞춤형 독서법)

### 학력
고려대학교 언론대학원 광고홍보학과

### 경력
- 2021.3 - 신라대학교 광고홍보학과 겸임교수
- 2018.11 ~ 셰익스컴퍼니 대표
- 2007.6~2018.10 - (주)한우리열린교육
- 2001.5~2006.1 - (주)대홍기획

### 관련 기사
- http://ch.yes24.com/Article/View/45409
- https://blog.naver.com/hcnnewswide/222518297368
- https://woman.chosun.com/client/news/viw.asp?cate=C03&mcate=M1004&nNewsNumb=20210980113
- https://woman.chosun.com/client/news/viw.asp?cate=C03&mcate=M1004&nNewsNumb=20200667080
- http://www.ujeil.com/news/articleView.html?idxno=278648